# Purple Sage
Purple Sage è un census-designated place degli Stati Uniti d'America, situato nella Contea di Sweetwater nello stato del Wyoming. Nel censimento del 2000 la popolazione era di 413 abitanti.

## Geografia fisica
Secondo i rilevamenti dell'United States Census Bureau, la località di Purple Sage si estende su una superficie di 2,4 km², tutti occupati da terre.

## Popolazione
Secondo il censimento del 2000, a Purple Sage vivevano 413 persone, ed erano presenti 99 gruppi familiari. La densità di popolazione era di 172,1 ab./km². Nel territorio comunale si trovavano 160 unità edificate. Per quanto riguarda la composizione etnica degli abitanti, il 70,22% era bianco, il 3,15% era afroamericano, lo 0,73% era nativo, lo 0,24% proveniva dall'Asia, l'11,14% apparteneva ad altre razze e il 14,53% a due o più. La popolazione di ogni razza ispanica corrispondeva al 18,40% degli abitanti.
Per quanto riguarda la suddivisione della popolazione in fasce d'età, il 36,3% era al di sotto dei 18, il 13,1% fra i 18 e i 24, il 36,8% fra i 25 e i 44, il 10,4% fra i 45 e i 64, mentre infine il 3,4% era al di sopra dei 65 anni di età. L'età media della popolazione era di 25 anni. Per ogni 100 donne residenti vivevano 123,2 uomini.